# Azotat de magneziu
Azotatul de magneziu este o sare a magneziului cu acidul azotic cu formula chimică Mg(NO3)2. În contact cu aerul, formează hexahidratul cu formula chimică Mg(NO3)2·6H2O (și cu masa moleculară de 256,41 g/mol). Este solubil și în apă dar și în etanol.

## Producție
Azotatul de magneziu folosit în comerț este fabricat, și nu extras. El poate fi sintetizat într-o varietate largă de feluri, de exemplu reacția dintre acidul azotic și magneziul metalic:
2 HNO3 + Mg → Mg(NO3)2 + H2
sau cu oxid de magneziu:
2 HNO3 + MgO → Mg(NO3)2 + H2O
De asemenea, hidroxidul de magneziu și azotatul de amoniu reacționează, iar în urma reacției rezultă azotat de magneziu, amoniac și apă:
Mg(OH)2 + 2 NH4NO3 → Mg(NO3)2 + 2 NH3 + 2 H2O